# Алте Косте Едифичо (Потенца)
Алте Косте Едифичо (итал. Alte Coste Edificio) је насеље у Италији у округу Потенца, региону Базиликата.
Према процени из 2011. у насељу је живело 20 становника. Насеље се налази на надморској висини од 890 м.